# Famille de Benoist
Pour les articles homonymes, voir Benoist.
La famille de Benoist est une famille subsistante de la noblesse belge. Elle reçoit le titre de baron en 1778 par Marie-Thérèse d'Autriche. Elle a formé deux branches, la branche ainée de Benoist et la branche cadette de Benoist de Gentissart.
Sa filiation suivie remonte à 1576, année du mariage de Jacques-Philippe Benoist, ecuyer, premier auteur connu de cette famille, avec Françoise van der Noeten.
Cette famille compte parmi ses membres de nombreux officiers dont sept généraux, un député, un directeur général de la compagnie de Suez, un diplomate, un père blanc auteur d'ouvrages, un philosophe, un humoriste.

## Origine
Selon Jean-François Houtart, la famille de Benoist serait originaire de Chaumont et Gistoux, où elle aurait possédé terres et moulins, dans l'actuel Brabant wallon (au sud de Bruxelles), à l'époque sur le territoire des Pays-Bas espagnols.
Selon Oscar Coomans de Brachène, la famille de Benoist serait plutôt originaire du Hainaut, à la fois du Hainaut français et de l'actuel Hainaut belge, ayant eu ses résidences successives alternativement du côté français, et du côté des Pays-Bas espagnols puis autrichiens de la frontière.

## Histoire
Les membres de la famille de Benoist ont d'abord exercé des charges variées dans l'administration féodale (receveur, lieutenant des fiefs), ou judiciaire locale (bailli, échevin).
Après avoir résidé à Tournai puis à Gand (Belgique) à la fin du XVIIIe siècle, la famille de Benoist est (re)-devenue française à partir de 1808. Elle a depuis donné à la France de nombreux officiers, dont plusieurs sont morts pour la France au cours des deux guerres mondiales.
Le 16 septembre 1778, Marie-Thérèse d'Autriche, impératrice des Romains, délivra à Charles Eugène Marie de Benoist (1741-1803), de Tournai, seigneur de La Marlière, des lettres patentes d'anoblissement avec collation du titre de baron du Saint-Empire transmis par ordre de primogéniture, et augmenta ses anciennes armoiries bourgeoises d’un bonnet de baron brabançon à perles et de lions supportant l'écu. Gustave Chaix d'Est-Ange écrit que cette famille a été anoblie par lettres patentes de l'impératrice Marie-Thérèse d'Autriche en 1778.
Le 30 juillet 1822, les enfants de feu Charles Eugène Marie de Benoist et de son épouse Isabelle Marie Thérèse Charlotte de Wulf obtinrent reconnaissance de noblesse de la part du roi Guillaume Ier ,. Lors de cette reconnaissance, l'ainé, Louis Augustin Charles de Benoist obtint la concession du titre de baron transmissible par ordre de primogéniture masculine.
Cette famille est considérée par Régis Valette comme appartenant aussi à la noblesse française quoique n'ayant aucun principe de noblesse en France. Elle est mentionnée dans le Catalogue de la noblesse française de Régis Valette. 
Elle fut inscrite à l'Association d'entraide de la noblesse française (ANF) en 1951 sur la base des lettres patentes de l'impératrice Marie-Thérèse d'Autriche datées du 16 septembre 1778 conférant la noblesse avec le titre héréditaire de baron du Saint-Empire transmissible par ordre de primogéniture (AR-1706). Cette association revoyant sa position cette famille ne fait plus partie de l'ANF depuis 2024.

## Généalogie
La descendance de Philippe Eugène Benoist (1702-1773) est connue jusqu'au XXe siècle par la lecture des actes d'état civil.
- Philippe Eugène Benoist (1702-1773), seigneur d'Erquennes, de la Marlière, et du Châtelet, receveur du prince de Croÿ-Solre, fut lieutenant de Condé-sur-l'Escaut[2], devenu territoire du royaume de France à la suite du traité de Nimègue en 1678. Le 6 février 1725 à Valenciennes, il épouse Marguerite Marie Duez.
  - Charles de Benoist, né le 6 avril 1741 à Condé-sur-l'Escaut (Nord, France), mort le 26 novembre 1803 à Tournai (Belgique), 1er baron de Benoist (1778). Le 6 novembre 1779 à Gand (Belgique), il épouse Isabelle de Wulf (1750-1825)[3].
    - Henri de Benoist (1787-1829), baron de Benoist, inspecteur des eaux et forêts. En 1808, il épouse Justine d'Ivory (1789-1876)[3].
      - Victor Louis de Benoist (1813-1896), auteur de la branche ainée de Benoist.
      - Alexandre de Benoist (1815-1903), auteur de la branche cadette de Benoist de Gentissart par son fils Ernest (1846-1914).

### Branche ainée de Benoist
- Victor Louis de Benoist (1813-1896), député du Second Empire de 1858 à 1870, officier de la Légion d'Honneur)[3]. Le 26 avril 1837 à Waly, il épouse Fanny de Billaut.
  - Henri Gaspard Marie de Benoist (1839-1899), ESM Saint-Cyr, promo 1857-1859 (Indoustan), général de division, officier de la Légion d'honneur[11]. Le 14 décembre 1880 à Paris 8e, il épouse Madeleine Durand de Villers.
    - Maurice Victor Marie Gaspard de Benoist (1885-1915), sous-lieutenant au 3e régiment de cuirassiers, Mort pour la France le 11 novembre 1915 à Prosnes (Marne)[12].

  - Louis Alexandre Marie de Benoist (1840-1916), conseiller de préfecture. Le 4 juin 1867 à Angers, il épouse Jenny Adèle Gaultier.
    - Jean Pierre Louis Marie de Benoist (1868-1958), ESM Saint-Cyr, promo 1887-1889 (Tombouctou), colonel de cavalerie, commandeur de la Légion d'honneur, croix de guerre 1914-1918 (France).

  - Jules de Benoist (1842-1904), ESM Saint-Cyr, promo 1859-1861 (Nice et Savoie), général de division, commandant la Ire division de cavalerie de Châlons-en-Champagne (Marne), officier de la Légion d'Honneur[13]. Le 10 juillet 1872 à Thonne-les-Près, il épouse Marie-Amélie Fruict de Morenghe.
    - Louis Marie Gabriel de Benoist (1882-1957), directeur général de la Compagnie de Suez en poste au Caire, fondateur et président du « Comité national français d'Égypte » qui voit le jour officiellement le 7 juillet 1940 à l'Appel du 18 Juin. Il est nommé ministre plénipotentiaire du général de Gaulle au Caire le 4 avril 1941. Il est commandeur de la Légion d'Honneur[14].
    - Eugène Marie Paul de Benoist (1884-1915), ESM Saint-Cyr, promo 1902-1904 (Sud-Oranais), capitaine au 7e régiment de Tirailleurs, Mort pour la France le 22 juin 1915 à Aubigny-en-Artois (Pas-de-Calais)[15]. Le 14 octobre 1909 à Paris 7e, il épouse Isabelle Gautier de Charnacé.
      - Jules Marie Albert de Benoist (1910-1940), INA (Agro), ingénieur agronome, officier de réserve engagé dans la guerre 39-40, 3e groupe de reconnaissance divisionnaire d'infanterie, mort pour la France le 3 juin 1940 au Fort des Dunes, Leffrinckoucke (Nord), chevalier de la Légion d'honneur[16]. Il épouse Marie Thérèse Dauger.
        - Henri de Benoist (1938-2023), INA (Agro), ingénieur agronome, président national de l'AGPB (Association générale des producteurs de blé) de 1985 à 2005, ancien vice-président national de la FNSEA, ancien président de la FDSEA du département de l'Aisne, maire de Bouconville-Vauclair (Aisne) de 1968 à 2020, officier de la Légion d'honneur, officier de l'Ordre national du Mérite.

      - Ghislain Marie François de Benoist (1912-1944), ESM Saint-Cyr, promo 1931-1933 (Tafilalet), capitaine au 3e régiment de spahis de reconnaissance, Mort pour la France le 5 février 1944 à Venafro (Italie), lors de la Bataille de Monte Cassino. Chevalier de la Légion d'honneur, croix de guerre 1939-1945 avec palmes[17].
      - Henri Marie-Louis de Benoist (1914-1943), ESM Saint-Cyr, promo 1934-1936 (roi Alexandre Ier), capitaine commandant le 7e escadron au 2e régiment de chasseurs d'Afrique, mort pour la France le 26 août 1943 à Sidi-Bel-Abbès (Algérie)[18].

    - Robert Charles Marie Joseph de Benoist (1890-1967), capitaine de cavalerie. Le 2 mai 1916 à Macey, il épouse Édith de Beaudrap.
      - Guy Marie Joseph Charles de Benoist (1920-2002), général, origine arme blindée-cavalerie, commandeur de la Légion d'honneur[19].
      - Joseph-Roger de Benoist (1923-2017), docteur ès lettres, missionnaire d'Afrique (père blanc), auteur de nombreux ouvrages sur l'Afrique. Officier de la Légion d'honneur, croix de guerre 1939-1945 attribuée lors de la bataille de Monte Cassino, officier de l'Ordre national du Lion du Sénégal.

  - Albert de Benoist (1843-1923), député de la Meuse.
  - Arthur Marie Paul de Benoist (1844-1929), ESM Saint-Cyr, promo 1863-1865 (Danemark), général de brigade, commandeur de la Légion d'honneur [20]. Le 21 novembre 1872 à Verdun, il épouse Elisabeth Nathalie Marie de Maillier.
    - Octave Marie François Joseph de Benoist (1876-1914), capitaine de cuirassiers, mort pour la France le 1er novembre 1914 à Zonnebeke (Belgique)[21].

  - Constant Marie Joseph de Benoist (1846-1893), chef de bataillon de l'armée territoriale, maire de Ferrières, chevalier de la Legion d'honneur.
    - Charles Marie Victor de Benoist (1874-1861). Le 18 août 1900 à Poitiers, il épouse Yvonne Druet, secrétaire de Gustave Le Bon.
      - Alain de Benoist (1902-1971). Le 20 janvier 1947 à Tours, il épouse Germaine Languët.
        - Alain de Benoist (né en 1943), journaliste et philosophe, auteur de nombreux ouvrages. Il a reçu le Grand Prix de l'Académie française en 1978.

### Branche de Benoist de Gentissart
- Alexandre de Benoist (1815-1903), licencié en droit, maire de Quetigny. Le 19 octobre 1842 à Dijon, il épouse Élisabeth Seguin de Broin.
  - Ernest Marie Victor de Benoist de Gentissart (1846-1914)[22]. Le 3 septembre 1874 à Mâcon, il épouse Marie-Christine Élisabeth Marie Le Duc.
    - Aymé de Benoist de Gentissart (1878-1940), intendant général, officier de la Légion d'honneur. Le 7 mai 1907 à Clermont-Ferrand, il épouse Renée Triboudet de Mainbray.
      - Joseph Henri Aimé de Benoist de Gentissart (1908-1975), X 1928, général de brigade, officier de la Légion d'honneur, membre titulaire de l'Académie de Mâcon (1967)[23] et membre de la Société des amis des arts et des sciences de Tournus (SAAST), président de la SAAST de 1966 à 1975, membre du conseil d'administration du Centre international d'études romanes (CIER). Le 24 novembre 1936 à Paris 7e, il épouse Eliane Jeanne Joseph Marie de Raismes.
        - Christian de Benoist de Gentissart (1945).
          - Olivier Marie Emmanuel de Benoist de Gentissart, dit Olivier de Benoist (1974), comédien, humoriste, auteur.

      - Pierre Marie Isidore de Benoist de Gentissart (1910-1997), X 1931, général de brigade, officier de la Légion d'honneur, croix de guerre 1939-1945[24]. Le 26 août 1939 à Berneuil-en-Bray; il épouse Monique de Kergorlay.
        - Alexandre de Benoist de Gentissart (1945), ESM Saint-Cyr, promo 1964-1966 (Corse et Provence), général, officier de la Légion d'honneur, officier de l'ordre national du Mérite.

## Portraits

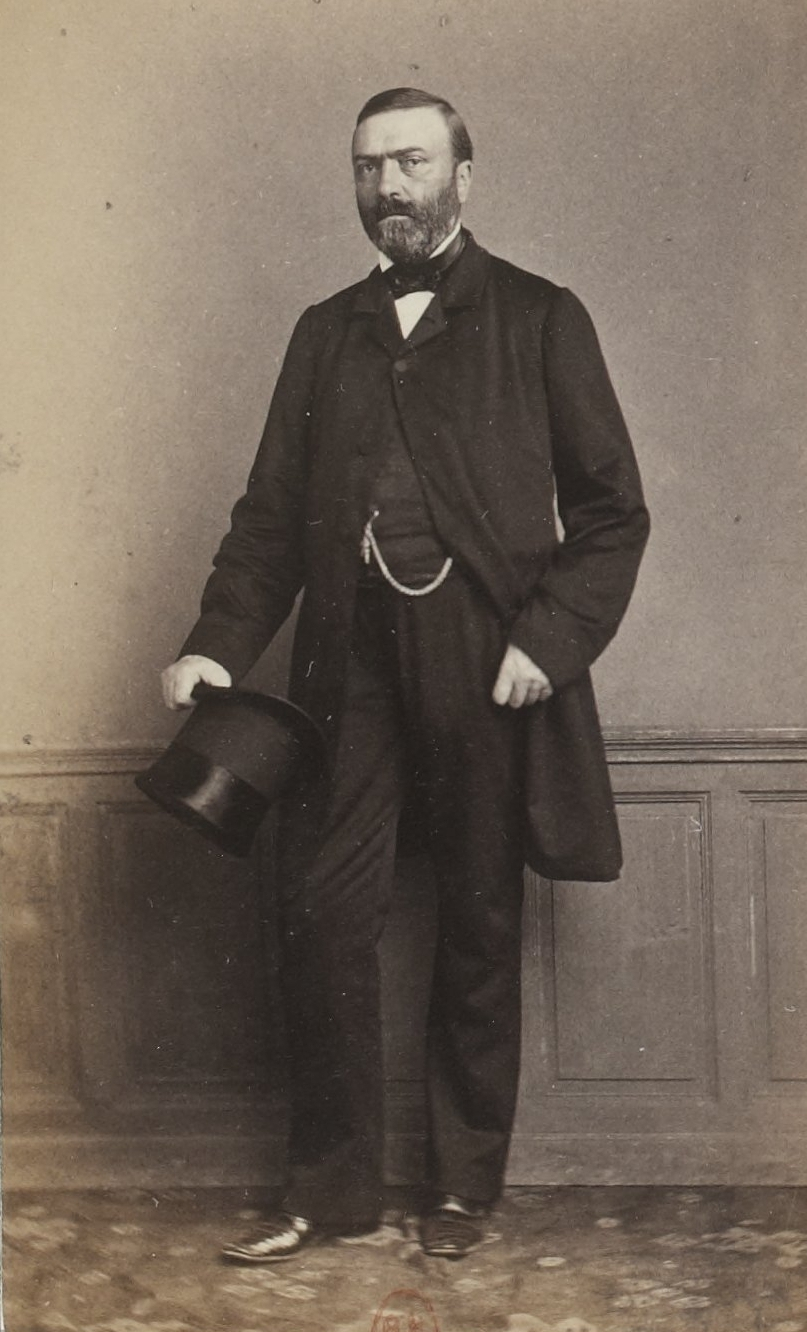
Victor Louis de Benoist
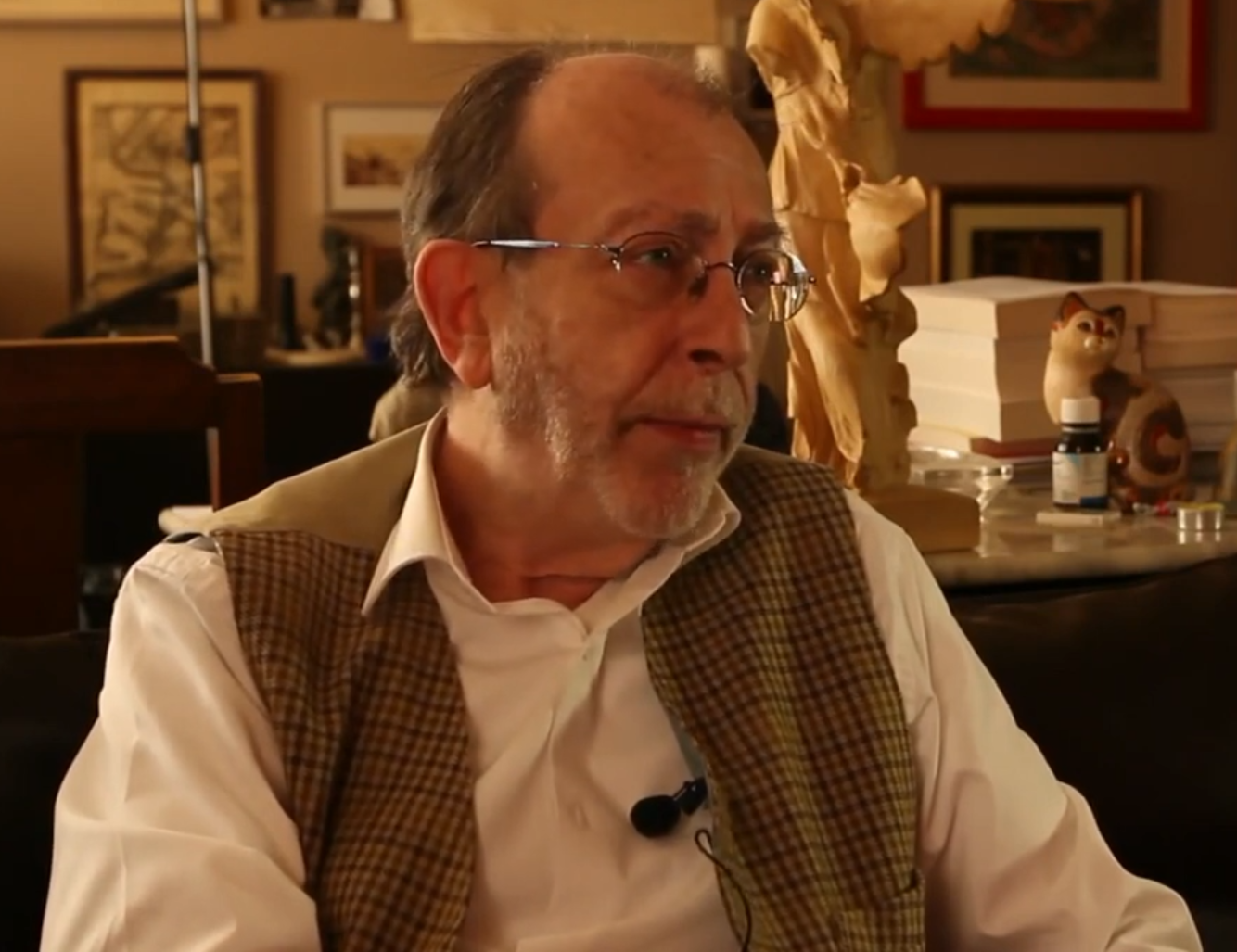
Alain de Benoist
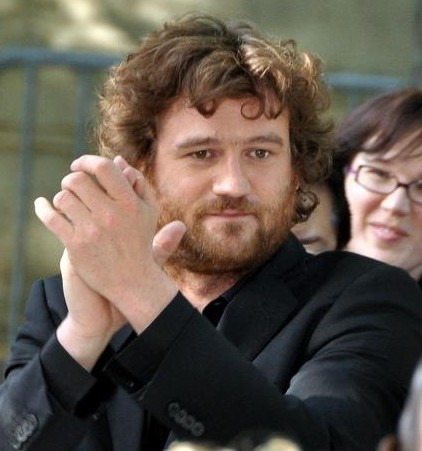
Olivier de Benoist

## Héraldique

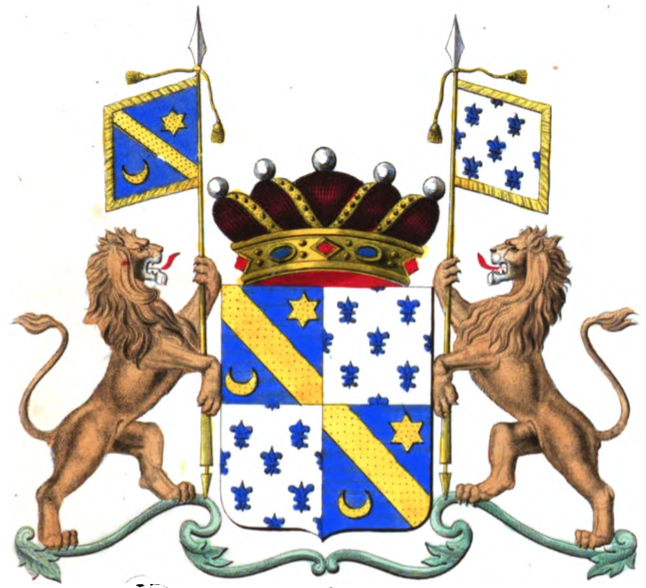

Écartelé : aux 1 et 4, d'azur à la bande d'or, accompagnée en chef d'une étoile à six rais d'or et en pointe d'un croissant versé du même ; aux 2 et 3, d'argent semé de fleurs de lis d'azur.
Supports : Deux lions d'or armés et lampassés de gueules, tenant chacun une banderole : celle de dextre aux armes des 1er et 4e quartiers ; celle de sénestre aux armes des 2e et 3e quartiers.
Timbre : Bonnet de baron brabançon à 5 perles (Pays Bas Autrichiens) .

## Pour approfondir